# Pjana
Pjana (ros. Пьяна) – rzeka rosyjska leżąca w dorzeczu Sury - prawego dopływu Wołgi. Jej długość wynosi 436 km, a powierzchnia dorzecza 8060 km².
Ciekawą cechą rzeki jest fakt, że płynie ona prawie koliście. Płynąc, zatacza wielki krąg i uchodzi do Sury zaledwie 30 km od własnych źródeł.